# Waiting for Love
"Waiting for Love" é uma canção do produtor musical Avicii, com vocais não creditados de Simon Aldred. A faixa foi lançada em 22 de maio de 2015 como o primeiro single do segundo álbum de estúdio de Avicii, Stories (2015). A letra também foi coescrita por Aldred.

## História
A faixa foi primeiramente apresentada no Ultra Music Festival de 2015 tanto por Avicii quanto pelo produtor eletrônico holandês Martin Garrix. Antes de seu lançamento em 22 de maio de 2015, acreditava-se que a música seria uma colaboração completa entre Garrix e Bergling, com vocais de John Legend, após vários vídeos e publicações no Twitter que afirmavam essa parceria. No entanto, o cantor confirmado foi Simon Aldred, vocalista principal da banda Cherry Ghost.

## Vídeoclipe
O videoclipe foi dirigido por Sebastian Ringler. Ele começa com um idoso (Sten Elfström) sendo cuidado por sua esposa (Ingrid Wallin), que desaparece uma noite, levando algumas de suas coisas. Ao descobrir a ausência da esposa pela manhã, o homem a procura freneticamente pela casa e não encontra vestígios dela. Angustiado e desanimado, ele olha para uma foto antiga da esposa antes de sair de casa em seu patinete motorizado no dia seguinte para procurá-la. Ele viaja pelo campo em seu patinete, testemunhando muitas paisagens e maravilhas em sua jornada, incluindo uma ponte, uma cidade, uma praia, um pântano, montanhas nevadas e inúmeros campos e florestas.
À medida que a jornada do homem continua, ele tem flashbacks de momentos felizes com sua esposa, enquanto cresce como pessoa e faz amigos improváveis, além de realizar muitas boas ações ao longo do caminho. Ele finalmente retorna à sua cidade natal em meio a uma celebração e é recebido como uma celebridade, além de descobrir sua esposa esperando por ele, e eles se reencontram e se abraçam com alegria.

## Créditos
Créditos adaptados do CD single:
- Simon Aldred – composição, vocais
- Salem Al Fakir – composição, produção
- Vincent Pontare – composição, produção
- Tim Bergling – composição, produção
- Martijn Garritsen – composição, coprodução

## Desempenho nas paradas
| Parada (2015)                                             | Melhor posição |
| --------------------------------------------------------- | -------------- |
| África do Sul (Entertainment Monitoring Africa)           | 10             |
| Alemanha (Offizielle Deutsche Charts)                     | 8              |
| Austrália (ARIA)                                          | 15             |
| Áustria (Ö3 Austria Top 75)                               | 1              |
| Bélgica (Ultratop 50 de Flandres)                         | 15             |
| Bélgica (Ultratop 50 da Valônia)                          | 12             |
| Canadá (Canadian Hot 100)                                 | 64             |
| República Checa (Rádio Top 100)                           | 3              |
| Dinamarca (Hitlisten)                                     | 5              |
| Finlândia (Suomen virallinen lista)                       | 2              |
| França (SNEP)                                             | 14             |
| Hungria (Dance Top 40)                                    | 2              |
| Hungria (Rádiós Top 40)                                   | 1              |
| Hungria (Single Top 40)                                   | 1              |
| Irlanda (IRMA)                                            | 2              |
| Itália (FIMI)                                             | 9              |
| Países Baixos (Dutch Top 40)                              | 6              |
| Países Baixos (Single Top 100)                            | 5              |
| Nova Zelândia (Recorded Music NZ)                         | 15             |
| Noruega (VG-lista)                                        | 1              |
| Polónia (Polish Airplay Top 100)                          | 5              |
| Espanha (PROMUSICAE)                                      | 25             |
| Suécia (Sverigetopplistan)                                | 1              |
| Suíça (Schweizer Hitparade)                               | 7              |
| Reino Unido (UK Singles Chart)                            | 6              |
| Estados Unidos Bubbling Under Hot 100 Singles (Billboard) | 10             |
| Estados Unidos (Billboard Dance/Electronic Songs)         | 7              |

## Histórico de lançamento
| Versão           | Data                | Formato          | Gravadora      |
| ---------------- | ------------------- | ---------------- | -------------- |
| Versão original  | 22 de maio de 2015  | Download digital | PRMD Universal |
| Versão estendida | 1º de junho de 2015 | Download digital | PRMD Universal |